# Commando (informatica)
Een commando of opdracht is in de informatica een instructie aan een computerprogramma om een specifieke taak uit te voeren. Over het algemeen wordt een commando gegeven via een shell of een command-line-interface van een ander programma.
Een commando bestaat in de regel uit een naam, gevolgd door nul of meer opties en parameters. De naam specificeert het commando in kwestie, de opties wijzigen de afhandeling ervan. Parameters worden gebruikt om het commando in kwestie van extra informatie te voorzien. Opties worden onderscheiden van parameters door de aanwezigheid van een prefix. In POSIX omgevingen, zoals BSD, AIX en Linux, is dit meestal een minus-teken '-', bij MS-DOS een slash '/'.
```
 ls -l /usr/bin

```

Hierbij is 'ls' het commando list directory, '-l' een optie, long, lange weergave, en '/usr/bin' een parameter, de directory die moet worden uitgelijst.
Omdat commando's, in tegenstelling tot wat in grafische gebruikersomgevingen gebruikelijk is, niet op het beeldscherm worden weergegeven, en vaak veel mogelijkheden bieden zijn in de meeste gevallen aparte commando's aanwezig om hulp te krijgen, zoals help, info, apropos en man. In sommige gevallen volstaat een simpel vraagteken.